# Dictyopharina octaprotrusa
Dictyopharina octaprotrusa är en insektsart som beskrevs av Song och Liang 2006. Dictyopharina octaprotrusa ingår i släktet Dictyopharina och familjen Dictyopharidae. Inga underarter finns listade i Catalogue of Life.